# ماورو فيوري
ماورو فيوري (بالإيطالية: Mauro Fiore)‏ (و. 1964 – م) هو مصور سينمائي من إيطاليا.

## التعليم
تعلم في كلية كولومبيا في شيكاغو ‏.

## جوائز وترشيحات
حصل على جوائز منها:
- جائزة الأوسكار لأفضل تصوير سينمائي، عن عمل: أفاتار.

ترشح لـ:
- جائزة الأوسكار لأفضل تصوير سينمائي، عن عمل: أفاتار.

## وصلات خارجية
- ماورو فيوري على موقع IMDb (الإنجليزية)
- ماورو فيوري على موقع ألو سيني (الفرنسية)
- ماورو فيوري على موقع أول موفي (الإنجليزية)
- ماورو فيوري على موقع بوكس أوفيس موجو (الإنجليزية)
- ماورو فيوري على موقع قاعدة بيانات الأفلام السويدية (السويدية)
- ماورو فيوري على موقع قاعدة بيانات الفيلم (الإنجليزية)
- ماورو فيوري على موقع كينوبويسك (الروسية)